# Ekain
Ekain – jaskinia położona w pobliżu miejscowości Zestoa niedaleko miasta Deba w Kraju Basków w Hiszpanii. Stanowisko sztuki prehistorycznej.
Przed odkryciem i przebadaniem jaskini była ona znana lokalnym pasterzom, którzy okresowo wykorzystywali pieczarę najbliżej wejścia. Jaskinię odkryli przypadkowo 8 czerwca 1969 roku dwaj członkowie stowarzyszenia kulturalnego Anxieta, Rafael Rezabal i Andoni Albizuri. Prowadzi do niej wąskie wejście o wysokości 1,2 m i szerokości 2,3 m, położone na wysokości 90 metrów na wzgórzu Ekain. Prace wykopaliskowe w jaskini przeprowadzono w latach 1969-1975. W ich trakcie wyróżniono 10 warstw stratygraficznych, związanych z różnymi okresami osadniczymi. Najniższa warstwa, datowana na ok. 30,6 tys. lat temu, związana jest z kulturą szatelperońską. Powyżej nich następują warstwy oryniackie i magdaleńskie oraz polodowcowe azylskie i mezolityczne.
Z okresu magdaleńskiego pochodzą datowane na 13500–12000 lat BP malowidła naskalne wykonane czarną i czerwoną farbą, zaliczane do stylu IV. Łącznie odkryto i zinwentaryzowano 73 malowideł i 6 rytów naskalnych. Przedstawiają one zwierzęta oraz abstrakcyjne znaki geometryczne. Dominuje motyw konia (ponad 50% wszystkich wizerunków), ponadto występują żubry, koziorożce oraz pojedyncze przedstawienia jeleni, niedźwiedzi, nosorożców włochatych oraz ryb.
W 2008 r. malowidła naskalne z Ekain zostały wpisane na Listę Światowego Dziedzictwa UNESCO. Ze względu na ochronę malowideł przed zniszczeniem, jaskinia jest zamknięta dla zwiedzających, wstęp do niej mają tylko osoby prowadzące badania naukowe i konserwatorskie. Jej wierną replikę można oglądać w miejscowości Zestoa, możliwe jest także skorzystanie z dedykowanej aplikacji, która oferuje wysokiej rozdzielczości zdjęcia każdego malowidła oraz widoki typu 360° dla każdej z czterech galerii jaskini.